# Miguel Pereira Pinto de Queiroz Serpe e Melo Sampaio
Miguel Pereira Pinto de Queiroz Serpe e Melo Sampaio (Favaios, Solar de Santo António, 28 de agosto de 1804 - São João de Lourosa, 14 de agosto de 1867) foi um fidalgo e militar português, que exerceu o cargo de Capitão-mor de Favaios, de 26 de abril de 1831 até à extinção das Ordenanças em Portugal, no ano de 1834.

## Biografia
Era filho primogénito de Bento de Queiroz Pereira Pinto Serpe e Melo, senhor dos Morgados de Favaios, Alcongosta e Lourosa, com sua mulher e prima, D. Leonor Vaz Guedes Pereira Pinto, filha do 5.º Morgado do Arco. E descendente de Fernando Álvares de Queiroz, o primeiro a usar esse sobrenome, no século XIV, em Portugal.
O seu pai, que fora brigadeiro de ordenanças na guerra peninsular, faleceu inesperadamente em 1816, pelo que, com apenas 11 anos de idade, se viu herdeiro de três morgadios: o de Santo António de Favaios, fundado no século XVII, pelo seu trisavô Nicolau de Queiroz Pinto, com sede na vila do mesmo nome, o de São Nicolau de Alcongosta, instituído no final do século XVI por António Nicolau, prior de Alcongosta, e o de Lourosa da Telha, da família Coelho Sousa Serpe e Melo, que incluía as casas e quintas de Lourosa, do Cruzeiro e do Covelo, todas no termo da cidade de Viseu. (A quinta do Covelo, em São Pedro de France, provinha de Pedro Gomes da Cunha, filho de D. Mécia da Cunha, 12.ª senhora de Tábua).
Com o falecimento de seu pai, passou a ser também o representante da linha primogénita dos Vaz Guedes Pereira Pinto, Morgados do Arco, e da descendência de Pedro de Melo, o Púcaro (fidalgo do séc. XV, da casa dos senhores de Melo e vassalo do Rei D. João II).
Seguiu, como seu pai, a carreira militar e foi Moço Fidalgo da Casa Real, por alvará de 6 de novembro de 1822.
Em 8 de setembro de 1824 casou, na Casa do Arco de Vila Real, com sua prima coirmã, D. Augusta Cândida Emília Vaz Guedes de Ataíde Malafaia, filha de Francisco Vaz Guedes Pereira Pinto, 6.º Morgado do Arco, e de D. Ana Joaquina de Ataíde (que era filha herdeira de D. Luís Inácio de Ataíde Azevedo e Brito Malafaia, senhor das honras de Barbosa e de Ataíde).
Tal como vários membros da sua família mais próxima - como seus tios maternos, o 2.º Visconde de Montalegre e o 1.º Visconde de Vila Garcia, seu primo segundo, Manuel da Silveira Pinto da Fonseca Teixeira, 2.º conde de Amarante e 1.º Marquês de Chaves, e seu cunhado e primo direito, D. Miguel Vaz Guedes de Ataíde Azevedo e Brito, senhor da honra de Barbosa - seguiu o partido de D. Miguel I na guerra civil portuguesa.
Em 1831, foi nomeado Capitão-mor de Favaios (que na época incluía as Capitanias Mor das Vilas de Favaios e Alijó), cargo que exerceu até à vitória liberal na guerra civil, no ano de 1834, que levou à extinção das Ordenanças. Na sequência, deixou também de residir no solar de Santo António, em Favaios, e transferiu-se com sua família para as casas e propriedades que possuía em Viseu.

Inscrição do portal da capela do Solar de Santo António de Favaios, colocada pelo trisavô de Miguel Pereira Pinto de Queiroz, onde se pode ler: "AO GLORIOSO PADRE S. ANTONIO DEDICOV ESTA CAPELA NICOLAO DE QUEYROS PINTO. ANO DE 1676"

Em 22 de maio de 1845, a sua irmã Francisca Emília casou em Favaios com o juiz desembargador da casa da suplicação e comissário dos exércitos miguelistas, Gaspar Homem Pinto Pizarro Pimentel de Almeida Carvalhaes (irmão do 1.º Barão de Sabrosa, que fora Presidente do Conselho de Ministros de Portugal).
Em 9 de agosto de 1854, em representação de sua mulher Augusta Cândida e de suas cunhadas, D. Ana Joaquina e D. Henriqueta Júlia, ambas freiras no Convento das Chagas na cidade de Lamego, celebrou em Penafiel, com seu cunhado e primo coirmão, o acima referido D. Miguel Vaz Guedes de Ataíde Azevedo e Brito, uma escritura de transação e partilhas amigáveis, em que este - a fim de satisfazer a legítima que cabia a suas irmãs na herança de seus pais, Francisco Vaz Guedes Pereira Pinto e D. Ana Joaquina de Ataíde - se comprometia a pagar as quantias devidas, através da entrega ou venda da quinta da Ribeira, situada no termo de Vila Real.
Em 5 de fevereiro de 1863, em Viseu, já na previsão da extinção dos morgadios (que viria efetivamente a acontecer, em 19 de maio desse ano, sob o segundo governo do Duque de Loulé, restituindo assim o fenómeno sucessório, quanto à partilha de bens vinculados, às regras comuns vigentes desde as Ordenações Filipinas), fez com sua mulher, por procuração e na presença de seu filho primogénito, uma escritura de anexação de vínculos, pela qual juntou os morgadios que possuía nos concelhos de Viseu, Fundão, Alijó e Mirandela.
Faleceu na sua quinta de São João de Lourosa, em 14 de agosto de 1867, sendo sepultado na respectiva capela.

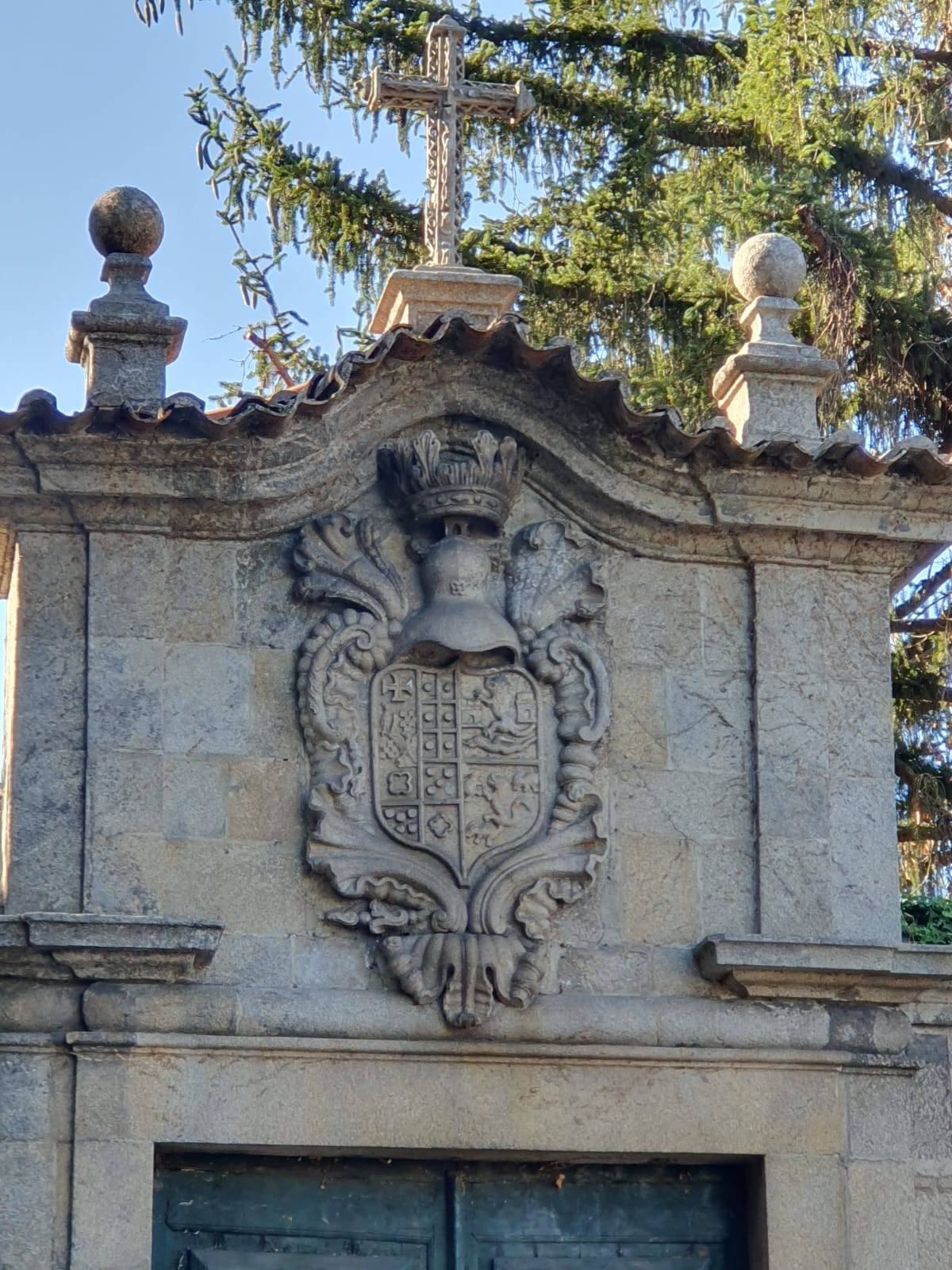
Brasão na entrada da Casa e quinta do Cruzeiro, em Viseu, que Miguel Pereira Pinto de Queiroz herdara por via de sua avó paterna. No I quartel, estão as armas dos seus antepassados Sampaio, senhores de Ribalonga, e dos Melo, de Pedro de Melo, o Púcaro

## Casamento e descendência
Do seu casamento em 1824 com sua prima coirmã, D. Augusta Cândida Emília Vaz Guedes de Ataíde Malafaia, filha do Morgado do Arco e da herdeira das honras de Barbosa e Ataíde, teve a seguinte geração:
- Bento de Queiroz Pinto de Ataíde e Melo, que nasceu no solar de Favaios em 29.11.1826, e foi aí baptizado a 15 de dezembro seguinte, sendo padrinhos seu tio materno, o 2.º Visconde de Montalegre e sua avó paterna, D. Leonor Vaz Guedes Pereira Pinto. Casou com sua prima segunda, D. Eduarda Augusta Pereira Pinto de Almeida e Vasconcelos, herdeira da Casa da Rua Direita em Viseu (que sua tia paterna, viúva sem filhos de Fernando de Almeida da Silva Cardoso Cerqueira, senhor dessa casa, lhe deixou em herança). Com geração;
- D. Maria Emília Pinto de Queiroz de Ataíde e Mello, nascida no solar de Favaios em 10.05.1828, que faleceu solteira e sem geração;
- Francisco de Queiroz Pinto de Ataíde e Melo, que nasceu no solar de Favaios em 03.06.1829. Casou com D. Maria da Conceição da Costa Cerveira e Melo, senhora da casa da Muxagata (Fornos de Algodres). Com geração, uma filha, que não lhe sobreviveu;[19]
- D. Maria Henriqueta Pinto de Queiroz de Ataíde e Melo, nascida no solar de Favaios, em 23.03.1831, que casou com José Gil Alcoforado (nasceu em 22.02.1848 e foi batizado na Igreja Matriz de Vouzela, em 31 de março seguinte). Sem geração;
- Augusto de Queiroz Pinto de Ataíde e Melo, que nasceu no solar de Favaios, em 25.05.1834. Casou com D. Júlia Preciosa Vaz Morais Madureira Lobo, com geração (a atriz luso britânica Jessica Athayde é tetraneta deste casal, por linhas femininas);
- Miguel de Queiroz Pinto de Ataíde Malafaia, nascido no solar de São João de Lourosa, em 24.07.1835 e aí foi batizado em 10 de julho seguinte (tendo como padrinhos seu tio materno, D. Miguel Vaz Guedes de Ataíde Azevedo e Brito Malafaia e sua mulher, D. Maria Ludovina de Melo Sampaio). Faleceu em Fornos de Maceira Dão, a 06.01.1910, tendo casado com D. Francisca Augusta de Brito e Faro (filha do senhor dos Morgados de Cães de Cima[20] e de Lobelhe, em Mangualde, e do Sobral, no Carregal do Sal).[21] Com geração;
- D. Maria da Conceição Pinto de Queiroz de Ataíde e Melo, que nasceu na quinta de Lourosa, em 11.10.1838, tendo casado, sem geração, com Felipe de Sousa Canavarro;
- Henrique de Queiroz Pinto de Ataíde e Melo (também aparece nomeado em documentos com os sobrenomes Serpe e São Nicolau, e Vaz Guedes Malafaia), que nasceu no solar de São João de Lourosa, em 14.07.1841 e foi aí batizado em 15 de agosto seguinte (tendo como padrinhos Fernando de Almeida e Silva Cardoso Cerqueira, Sr. da Casa da Rua Direita de Viseu, e sua mulher, D. Maria Augusta Vaz Guedes de Almeida e Vasconcelos). Faleceu na quinta do Cruzeiro, em Viseu, a 08.04.1902, havendo casado em 2.ᵃˢ núpcias com D. Maria José de Lemos Azevedo, Sr.ª dos solares do Torreão (Treixedo), e do Ladário (filha de José Maria de Lemos de Azevedo Beltrão, da varonia dos Lemos senhores da Trofa, e representante dos Azevedos, senhores de Paredes da Beira).[22][23] Com geração (o diplomata José Guilherme Queiroz de Ataíde é bisneto, por varonia, deste casal);[4]
- Valeriano de Queiroz Pinto de Ataíde e Melo, nascido em 12.02.1843 no solar de Lourosa e falecido no solar da Rua Direita de Viseu, em 8 de julho de 1917. (Teve o nome de baptismo do seu ascendente do séc. XVII, Valeriano Coelho de Sousa,[24] que foi por sua mulher senhor da acima referida quinta do Covêlo, em São Pedro de France).[6][18][25] Casou com sua sobrinha - filha de seu irmão primogénito Bento, acima nomeado - D. Augusta Eduarda Luísa Queiroz de Ataíde de Almeida e Vasconcelos (Sr.ª da Casa da Rua Direita de Viseu, também conhecida como Palácio da família Queiroz[5] ou Solar dos Viscondes de Treixedo). Com geração.

## Ascendência
|  |                                                                                                  |  |  |  |  |  |  |  |  |  |  |  |  |
|  | 8. José de Queiroz Pinto, 2.º Morgado de Santo António de Favaios                                |  |  |  |  |  |  |  |  |  |  |  |  |
|  |                                                                                                  |  |  |  |  |  |  |  |  |  |  |  |  |
|  |                                                                                                  |  |  |  |  |  |  |  |  |  |  |  |  |
|  | 4. José Pinto de Queiroz Pereira Sarmento Guedes, Capitão-mor de Favaios                         |  |  |  |  |  |  |  |  |  |  |  |  |
|  |                                                                                                  |  |  |  |  |  |  |  |  |  |  |  |  |
|  |                                                                                                  |  |  |  |  |  |  |  |  |  |  |  |  |
|  | 9. Maria Jacinta Pereira Pinto de Morais Sarmento (neta paterna do 1.º Morgado do Arco)          |  |  |  |  |  |  |  |  |  |  |  |  |
|  |                                                                                                  |  |  |  |  |  |  |  |  |  |  |  |  |
|  |                                                                                                  |  |  |  |  |  |  |  |  |  |  |  |  |
|  | 2. Bento de Queiroz Pereira Pinto Serpe e Melo, Brigadeiro de Ordenanças                         |  |  |  |  |  |  |  |  |  |  |  |  |
|  |                                                                                                  |  |  |  |  |  |  |  |  |  |  |  |  |
|  |                                                                                                  |  |  |  |  |  |  |  |  |  |  |  |  |
|  | 10. Filipe Serpe de Sousa e Melo, Morgado de São João de Lourosa                                 |  |  |  |  |  |  |  |  |  |  |  |  |
|  |                                                                                                  |  |  |  |  |  |  |  |  |  |  |  |  |
|  |                                                                                                  |  |  |  |  |  |  |  |  |  |  |  |  |
|  | 5. Ana Bernardina Pereira Pinto Serpe de Melo                                                    |  |  |  |  |  |  |  |  |  |  |  |  |
|  |                                                                                                  |  |  |  |  |  |  |  |  |  |  |  |  |
|  |                                                                                                  |  |  |  |  |  |  |  |  |  |  |  |  |
|  | 11. Maria Pereira Pinto, 8.ª Morgada de São Nicolau de Alcongosta                                |  |  |  |  |  |  |  |  |  |  |  |  |
|  |                                                                                                  |  |  |  |  |  |  |  |  |  |  |  |  |
|  |                                                                                                  |  |  |  |  |  |  |  |  |  |  |  |  |
|  | 1. Miguel Pereira Pinto de Queiroz Serpe e Melo Sampaio                                          |  |  |  |  |  |  |  |  |  |  |  |  |
|  |                                                                                                  |  |  |  |  |  |  |  |  |  |  |  |  |
|  |                                                                                                  |  |  |  |  |  |  |  |  |  |  |  |  |
|  | 12. Francisco Pereira Pinto de Oliveira, 4.º Morgado do Arco                                     |  |  |  |  |  |  |  |  |  |  |  |  |
|  |                                                                                                  |  |  |  |  |  |  |  |  |  |  |  |  |
|  |                                                                                                  |  |  |  |  |  |  |  |  |  |  |  |  |
|  | 6. Miguel Antonio Vaz Guedes Pereira Pinto, 5.º Morgado do Arco                                  |  |  |  |  |  |  |  |  |  |  |  |  |
|  |                                                                                                  |  |  |  |  |  |  |  |  |  |  |  |  |
|  |                                                                                                  |  |  |  |  |  |  |  |  |  |  |  |  |
|  | 13. Maria Vitória Luísa Homem de Brito, Morgada de Montebelo (Fundão)                            |  |  |  |  |  |  |  |  |  |  |  |  |
|  |                                                                                                  |  |  |  |  |  |  |  |  |  |  |  |  |
|  |                                                                                                  |  |  |  |  |  |  |  |  |  |  |  |  |
|  | 3. D. Leonor Vaz Guedes Pereira Pinto                                                            |  |  |  |  |  |  |  |  |  |  |  |  |
|  |                                                                                                  |  |  |  |  |  |  |  |  |  |  |  |  |
|  |                                                                                                  |  |  |  |  |  |  |  |  |  |  |  |  |
|  | 14. José Caetano Teixeira de Magalhães e Lacerda, Senhor da casa da Calçada (Vila Real)          |  |  |  |  |  |  |  |  |  |  |  |  |
|  |                                                                                                  |  |  |  |  |  |  |  |  |  |  |  |  |
|  |                                                                                                  |  |  |  |  |  |  |  |  |  |  |  |  |
|  | 7. Francisca Margarida Leocádia Pereira Pinto de Magalhães                                       |  |  |  |  |  |  |  |  |  |  |  |  |
|  |                                                                                                  |  |  |  |  |  |  |  |  |  |  |  |  |
|  |                                                                                                  |  |  |  |  |  |  |  |  |  |  |  |  |
|  | 15. Filipa Antonia Teresa Bernarda Pereira Pinto (filha do 2.º casamento do 3.º Morgado do Arco) |  |  |  |  |  |  |  |  |  |  |  |  |
|  |                                                                                                  |  |  |  |  |  |  |  |  |  |  |  |  |
|  |                                                                                                  |  |  |  |  |  |  |  |  |  |  |  |  |